# 喬恩·傑
強納森·亨利·傑（英語：Jonathan Henry Jay, 1985年3月15日—），為前美國職棒大聯盟的中外野手，目前在邁阿密馬林魚擔任一壘指導教練。他於2010年升上大聯盟，待過紅雀、教士、小熊、皇家、白襪與響尾蛇等隊。2011年拿到世界大賽冠軍。

## 職業生涯

### 聖路易紅雀
2010年4月26日，喬恩登上大聯盟。該年他打擊率3成，上壘率3成59。
2011年7月27日，紅雀將Colby Rasmus交易至藍鳥隊，喬恩也成為隊上主要的中外野手。該年他打擊率2成97，擊出生涯新高的10轟。
2011年世界大賽第6場，喬恩在第10局敲出關鍵安打，隨後靠著蘭斯·柏克曼的安打回來得到追平分。
2012年5月15日，喬恩為了接一顆外野飛球撞上牆壁而進入15日傷兵名單。該年他打擊率3成05，4轟40分打點。19次盜壘也是個人單季最佳。
2011年8月24日至2013年7月30日，喬恩締造了連續245場守備無失誤的隊史紀錄。
2013年，喬恩的打席、二壘安打、得分、被保送數、打點都是生涯新高，但打擊率2成76卻是生涯新低。
2014年1月17日，喬恩與紅雀簽下了1年325萬美元的合約，避免薪資仲裁。2013年以前，喬恩的打擊率為3成，長打率4成。
2013年休賽季，紅雀從天使隊交易來了中外野手Peter Bourjos。喬恩的上場次數漸漸被壓縮。2014年球季，喬恩的打擊率為3成03，46分打點。20次觸身球為該年大聯盟最多。他在季後賽打擊率為4成78。
2015年球季開打前，喬恩就已經有傷在身，但他還沒痊癒就上場比賽。後來他在5月缺席了大部分的比賽。7月到9月間又缺席了57場比賽。該年他打擊率僅2成10，為生涯最低。

### 聖地牙哥教士
2015年12月8日，喬恩被交易至教士隊，紅雀換來Jedd Gyorko。 2016年球季，他因傷只出賽90場比賽，打擊率2成91。

### 芝加哥小熊
2016年球季結束後，喬恩成為自由球員。11月29日，他與衛冕軍小熊隊簽下1年800萬美元的合約。 2017年球季，他打擊率2成97。

### 堪薩斯市皇家
2018年3月6日，他與皇家隊簽下1年300萬美元的合約。

### 亞利桑那響尾蛇
2018年6月6日，皇家隊將喬恩交易至響尾蛇隊，換來Elvis Liciano與Gabe Speier。

### 芝加哥白襪
2019年1月10日，他與白襪隊簽下1年合約。

### 重回響尾蛇
2020年2月3日，他和響尾蛇簽下小聯盟合約。7月18日，他被加入球隊的40人名單內。該年他出賽18場比賽，打擊率為1成60，並敲出1轟與4分打點。

### 洛杉磯天使
2021年2月11日，他和天使隊簽下小聯盟合約。雖然他在3月26日遭到釋出，但他又在隔天和天使隊簽下新的小聯盟合約。4月13日，他被加進球隊的28人名單中。
2022年4月27日，喬恩·傑宣布正式退休。

## 外部連結
- 球員資訊和成績在MLB，ESPN，Baseball-Reference，Fangraphs（英文）
- 喬恩·傑的X（前Twitter）